# خوليو أبريل
خوليو أبريل (بالإسبانية: Julio Abril)‏ هو نحات ورسام مكسيكي، ولد في 20 أغسطس 1911، وتوفي في 23 سبتمبر 1973.